# Józef Rubiś
Józef Rubiś (Zakopane, 19 de marzo de 1931–Zakopane, 28 de septiembre de 2010) fue un deportista polaco que compitió en esquí de fondo y en biatlón.
Ganó dos medallas en el Campeonato Mundial de Biatlón, plata en 1966 y bronce en 1965.
Participó en dos Juegos Olímpicos de Invierno, en los años 1956 y 1964, ocupando el sexto lugar en Innsbruck 1964, en la prueba de 20 km individual.

## Palmarés internacional
| Campeonato Mundial | Campeonato Mundial           | Campeonato Mundial | Campeonato Mundial |
| Año                | Lugar                        | Medalla            | Prueba             |
| ------------------ | ---------------------------- | ------------------ | ------------------ |
| 1965               | Elverum (Noruega)            | Medalla de bronce  | Equipo             |
| 1966               | Garmisch-Partenkirchen (RFA) | Medalla de plata   | Relevo             |